# Urojaine, Tîvriv
Urojaine (în ucraineană Урожайне) este un sat în comuna Selîșce din raionul Tîvriv, regiunea Vinnița, Ucraina.

## Demografie
Componența lingvistică a localității Urojaine
     Ucraineană (96,47%)
     Rusă (3,53%)
Conform recensământului din 2001, majoritatea populației localității Urojaine era vorbitoare de ucraineană (96,47%), existând în minoritate și vorbitori de rusă (3,53%).